# جيسون نبلت
جيسون نبلت (بالإنجليزية: Jason Niblett) مواليد 18 فبراير 1983 في فيكتوريا، هو دراج أسترالي. شارك وحقق ميدالية في دورة ألعاب الكومنولث.

## الميداليات
| الميدالية | المسابقة                               |
| --------- | -------------------------------------- |
| برونزية   | بطولة العالم للدراجات على المضمار 2011 |
| ذهبية     | دورة ألعاب الكومنولث 2010              |
| فضية      | دورة ألعاب الكومنولث 2014              |
| فضية      | دورة ألعاب الكومنولث 2014              |

## روابط خارجية
- جيسون نبلت على موقع الاتحاد الدولي للدراجات (الإنجليزية)
- جيسون نبلت على موقع أرشيف الدراجات (الإنجليزية)
- جيسون نبلت على موقع اتحاد ألعاب الكومنولث (مؤرشف) (الإنجليزية)
- جيسون نبلت على موقع اتحاد ألعاب الكومنولث (مؤرشف) (الإنجليزية)